# Melitta dimidiata
Espèce
Melitta dimidiata est une espèce d'abeilles de la famille des Melittidae.

## Description
Melitta dimidiata a une longueur de corps de 13 à 14 mm. 
Les femelles présentent le plus souvent des poils blanchâtres. Leur thorax est gris-jaune avec des poils noirs au milieu. Les bandes terminales sont situées sur les deuxième à quatrième tergites. Les troisième et quatrième tergites sont noirs sur le disque, le cinquième tergite a des poils noirs au milieu et des poils blancs sur les côtés. La scopa est blanche. Le mésonotum et le scutellum sont structurés irrégulièrement. 
Les mâles ont des poils blancs sur le visage et sur la face ventrale du thorax. L'arrière du thorax et les deux premiers tergites sont fauves, le troisième tergite est fauve avec du noir et les quatrième à septième tergites sont poilus avec du noir. Le sixième sternite a une quille sur toute sa longueur. Le bout du huitième sternite est brun rougeâtre.

## Distribution et habitat
L'espèce est présente dans le sud de l'Europe et en Europe centrale ainsi que dans le sud de l'Angleterre (Salisbury Plain uniquement). Melitta dimidiata habite les plaines crayeuses et les fruticées riches en sainfoin. Le pollen est récolté exclusivement sur le sainfoin. 

## Biologie et cycle de vie
Les abeilles volent de fin juin à début août. 
Les abeilles coucous qui parasitent l'espèce sont inconnues.

## Systématique
Le nom valide complet (avec auteur) de ce taxon est Melitta dimidiata Morawitz, 1876.
Melitta dimidiata a pour synonymes :
- Cilissa dimidiata subsp. hungarica Mocsáry, 1883
- Cilissa robusta Radoszkowski, 1876
- Pseudocilissa robusta (Radoszkowski, 1876)